# Тэнъо
Тэнъо (яп. 天応 тэнъо:, в ответ небесам) — девиз правления (нэнго) японского императора Конина с 781 по 782 год .

## Продолжительность
Начало и конец эры:
- 1-й день 1-й луны 12-го года Хоки (по юлианскому календарю — 30 января 781 года); девиз правления был объявлен в связи с появлением необыкновенных облаков в небе, что было расценено как добрый знак;
- 19-й день 8-й луны 2-го года Тэнъо (по юлианскому календарю — 30 сентября 782 года).

## Происхождение
Название нэнго было заимствовано из классического древнекитайского сочинения Книга Перемен:「湯武革命順乎天、而応乎人、革之時大矣哉」.

## Сравнительная таблица
Ниже представлена таблица соответствия японского традиционного и европейского летосчисления. В скобках к номеру года японской эры указано название соответствующего года из 60-летнего цикла китайской системы гань-чжи. Японские месяцы традиционно названы лунами.
| 1-й год Тэнъо (Металлический Петух) | 1-я луна*     | 2-я луна              | 3-я луна* | 4-я луна  | 5-я луна* | 6-я луна  | 7-я луна* | 8-я луна*  | 9-я луна    | 10-я луна* | 11-я луна  | 12-я луна* |              |
| ----------------------------------- | ------------- | --------------------- | --------- | --------- | --------- | --------- | --------- | ---------- | ----------- | ---------- | ---------- | ---------- | ------------ |
| Юлианский календарь                 | 30 января 781 | 28 февраля            | 30 марта  | 28 апреля | 28 мая    | 26 июня   | 26 июля   | 24 августа | 22 сентября | 22 октября | 20 ноября  | 20 декабря |              |
| 2-й год Тэнъо (Водяная Собака)      | 1-я луна      | 1-я луна (високосная) | 2-я луна* | 3-я луна  | 4-я луна  | 5-я луна* | 6-я луна  | 7-я луна*  | 8-я луна*   | 9-я луна   | 10-я луна* | 11-я луна  | 12-я луна*   |
| Юлианский календарь                 | 18 января 782 | 17 февраля            | 19 марта  | 17 апреля | 17 мая    | 16 июня   | 15 июля   | 14 августа | 12 сентября | 11 октября | 10 ноября  | 9 декабря  | 8 января 783 |

* звёздочкой отмечены короткие месяцы (луны) продолжительностью 29 дней. Остальные месяцы длятся 30 дней.